# Тобіас Міккельсен
Тобіас Міккельсен (дан. Tobias Mikkelsen, нар. 18 вересня 1986, Гельсінгер) — данський футболіст, півзахисник. У складі національної збірної Данії був учасником Євро-2012.

## Клубна кар'єра
У дорослому футболі дебютував 2004 року виступами за команду клубу «Люнгбю», в якій провів три сезони, взявши участь у 57 матчах чемпіонату.
Своєю грою за цю команду привернув увагу представників тренерського штабу клубу «Брондбю», до складу якого приєднався 2007 року. Відіграв за команду з Брондбю наступні два сезони своєї ігрової кар'єри.

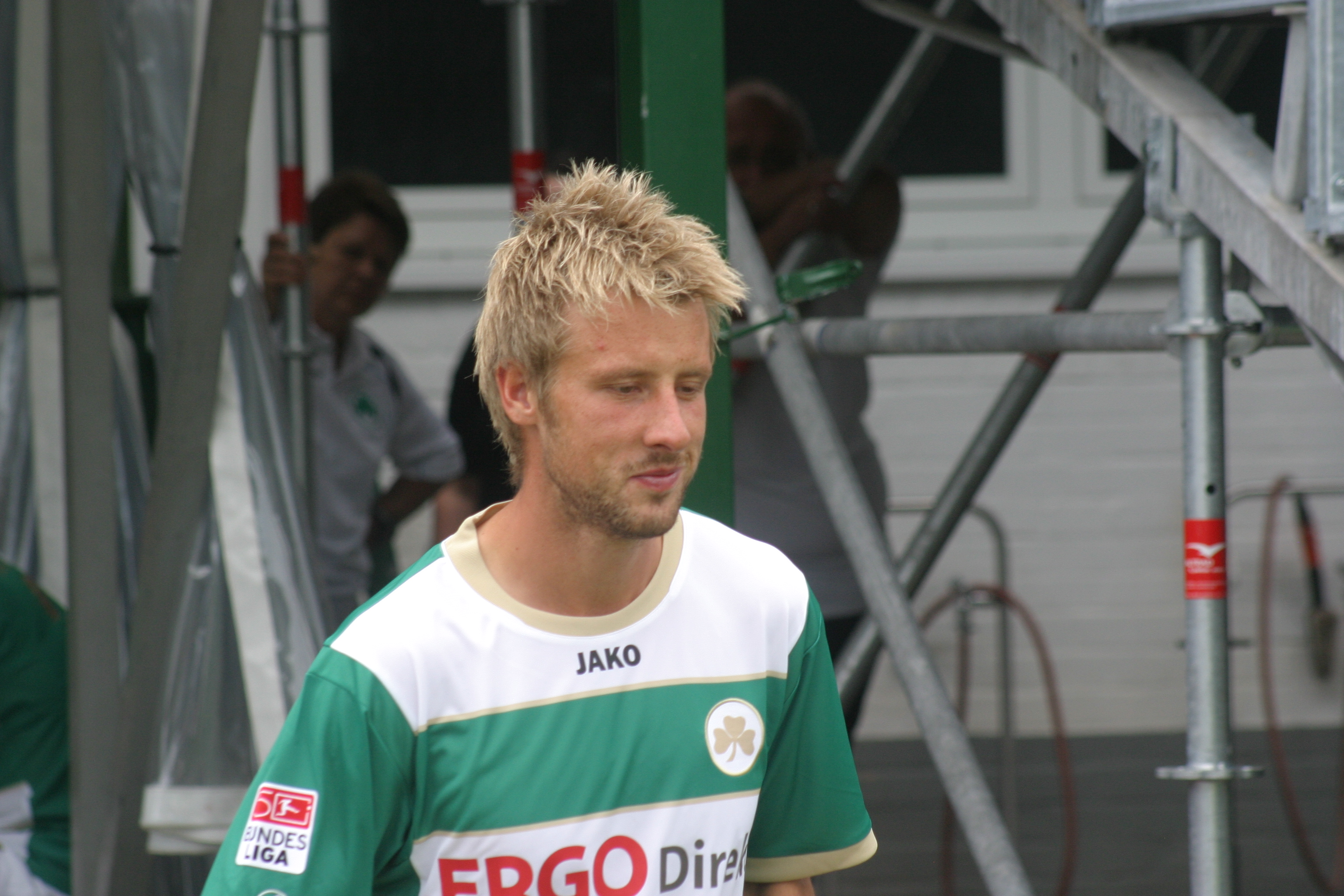
Тобіас Міккельсен під час виступів за «Гройтер». 2012 рік.

До складу клубу «Нордшелланд» приєднався 2009 року. За свої перші три сезони в новому клубі встиг відіграти за команду з Фарума 76 матчів в національному чемпіонаті, 2012 року став чемпіоном Данії. Того ж року перейшов до німецького «Гройтера», за який, втім за декілька місяців провів лише 7 ігор в різних турнірах.
16 січня 2013 року став гравцем норвезького «Русенборга». З командою став чемпіоном і володарем Кубка Норвегії у 2015 році.
8 січня 2016 року Тобіас Міккельсен повернувся до «Нордшелланда», підписавши контракт на два з половиною роки. По завершенні угоди покинув клуб.
У червні 2018 року Міккельсен перейшов до австралійського клубу «Брісбен Роар», підписавши однорічний контракт, після завершення якого перейшов у шведський «Гельсінгборг», де і завершив кар'єру на початку 2020 року.

## Виступи за збірну
15 листопада 2011 року дебютував в офіційних іграх у складі національної збірної Данії у матчі проти команди Фінляндії (2:1). Другий матч зіграв 29 лютого 2012 проти збірної Росії (0:2).
Наприкінці травня 2012 року гравця, що мав в активі лише дві гри за національну збірну, однак провів чудовий сезон у своєму клубі та допоміг йому завоювати перемогу у чемпіонаті Данії, було включено до її заявки для участі у фінальній частині чемпіонату Європи 2012 року. На турнірі зіграв у всіх трьох іграх, кожен раз виходячи на заміну, але данці не вийшли з групи.
Згодом 2012 року зіграв два останніх матчі за збірну і 15 серпня у товариській грі проти Словаччини (1:3) забив свій єдиний гол за збірну.

## Титули і досягнення
- Чемпіон Данії (1):

«Нордшелланд»: 2011/12
- Володар Кубка Данії (2):

«Нордшелланд»: 2009/10, 2010/11
- Чемпіон Норвегії (1):

«Русенборг»: 2015
- Володар Кубка Норвегії (1):

«Русенборг»: 2015

## Статистика

### Виступи за збірну
| Дата       | Місто      | Господарі  | Результат | Гості      | Турнір                  | Голи | Примітки |
| ---------- | ---------- | ---------- | --------- | ---------- | ----------------------- | ---- | -------- |
| 15-11-2011 | Есб'єрг    | Данія      | 2 – 1     | Фінляндія  | товариський матч        | -    | 46'      |
| 29-2-2012  | Копенгаген | Данія      | 0 – 2     | Росія      | товариський матч        | -    | 46'      |
| 2-6-2012   | Копенгаген | Данія      | 2 – 0     | Австралія  | товариський матч        | -    | 74'      |
| 9-6-2012   | Харків     | Нідерланди | 0 – 1     | Данія      | ЧЄ 2012 - груповий етап | -    | 84'      |
| 13-6-2012  | Львів      | Данія      | 2 – 3     | Португалія | ЧЄ 2012 - груповий етап | -    | 60'      |
| 17-6-2012  | Львів      | Данія      | 1 – 2     | Німеччина  | ЧЄ 2012 - груповий етап | -    | 82'      |
| 15-8-2012  | Копенгаген | Данія      | 1 – 3     | Словаччина | товариський матч        | 1    | 75'      |
| 8-9-2012   | Копенгаген | Данія      | 0 – 0     | Чехія      | Відбір до ЧС 2014       | -    | 80' 89'  |
| Усього     |            | Матчів     | 8         |            | Голів                   | 1    |          |